# Your Show of Shows

Your Show of Shows var en live 90-minutters varieté med Sid Caesar og Imogene Coca, der blev sendt ugentligt i USA på NBC fra den 25. februar 1950 til 5. juni 1954. Blandt de øvrige optrædende var Carl Reiner, Howard Morris, Bill Hayes, Judy Johnson, The Hamilton Trio og sopranoen Marguerite Piazza. José Ferrer havde adskillige gæsteoptrædener i programmet.